# Wyznania zakupoholiczki
Wyznania zakupoholiczki – amerykańska komedia romantyczna z 2009 r. na motywach powieści Sophie Kinsella w reżyserii P.J. Hogana.

## Obsada
- Isla Fisher jako Rebecca Bloomwood
- Hugh Dancy jako Luke Brandon
- Krysten Ritter jako Suze
- Stephen Guarino jako Allon
- John Goodman jako Graham Bloomwood
- Joan Cusack jako Jane Bloomwood
- John Lithgow jako Edgar West
- Kristin Scott Thomas jako Alette Naylor
- Leslie Bibb jako Alicia Billington
- Lynn Redgrave
- Julie Hagerty jako Haley
- Nick Cornish jako Tarquin
- Scott Evans jako Chad, urzędnik